# Erik Norberg
Erik Norberg (Norrbärke, 30 de setembro de 1883 — Londres, 19 de fevereiro de 1954) foi um ginasta sueco que competiu em provas de ginástica artística.
Norberg é o detentor de uma medalha olímpica, conquistada na edição britânica, os Jogos de Londres, em 1908. Nesta ocasião, competiu como ginasta na prova coletiva. Ao lado de outros 37 companheiros, conquistou a medalha de ouro, após superar as nações da Noruega e da Finlândia.